# Fluoreszenztomographie

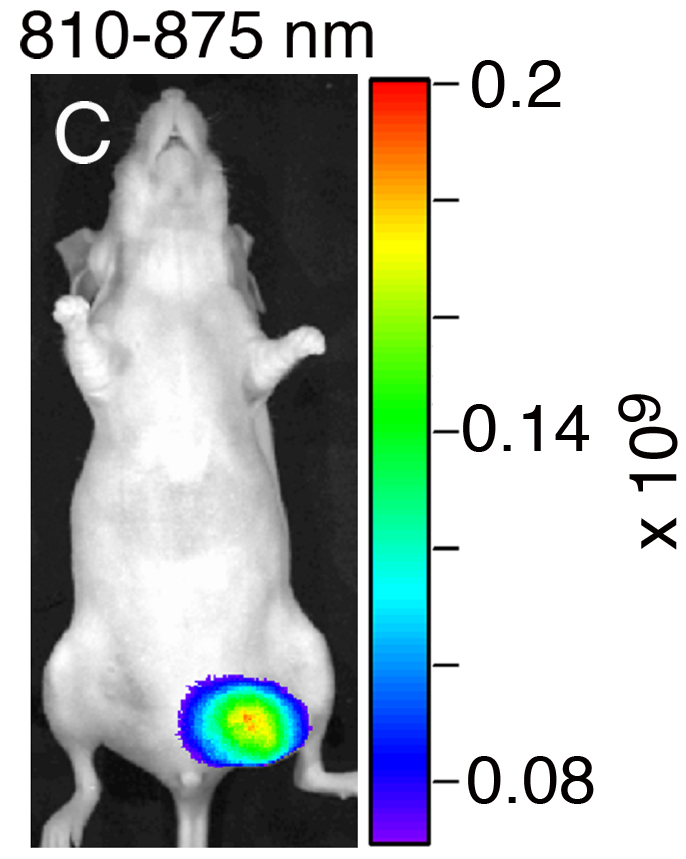
Messung von STL-6014, einem potentiellen Bakteriochlorophyll (BChl), das mit einer RGD-Sequenz ergänzt wurde und sich in nekrotischen Teilen eines Brustkrebstumors vom Typ MDA-MB-231-RFP anreichert. Der Tumor wurde zuvor in eine weibliche CD-1-Nacktmaus implantiert.

Die Fluoreszenztomographie ist ein in der In-vivo-Diagnostik verwendetes bildgebendes Verfahren. Sie ist eine spezielle Form der diffusen optischen Tomographie. Mit der Fluoreszenztomographie kann die Verteilung von Fluorophoren in biologischem Gewebe dreidimensional erfasst und quantifiziert werden. Die hohe Sensitivität des Verfahrens ermöglicht die Anwendung zur Molekularen Bildgebung. Das Verfahren wird vor allem in der Forschung und in präklinischen Studien verwendet.
In der Literatur sind auch andere Bezeichnungen für die Fluoreszenztomographie, wie beispielsweise Fluoreszenzbildgebung (engl. fluorescence imaging), üblich. In der englischsprachigen Fachliteratur gibt es bisher noch keinen einheitlich verwendeten Namen für dieses Verfahren. So werden unter anderem die Begriffe fluorescence molecular tomography fluorescence tomography, fluorescence(-enhanced) optical tomography, oder fluorescence optical diffusion tomography verwendet.

## Verfahren

Die Arten des Strahlungstransportes im Körpergewebe

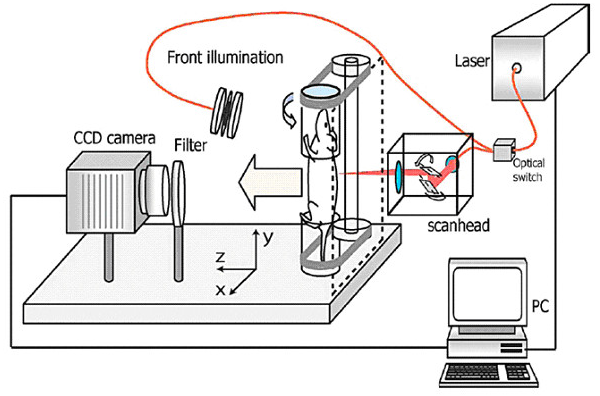
Prinzipskizze zum Aufbau eines Fluoreszenztomographen für Kleintiere.

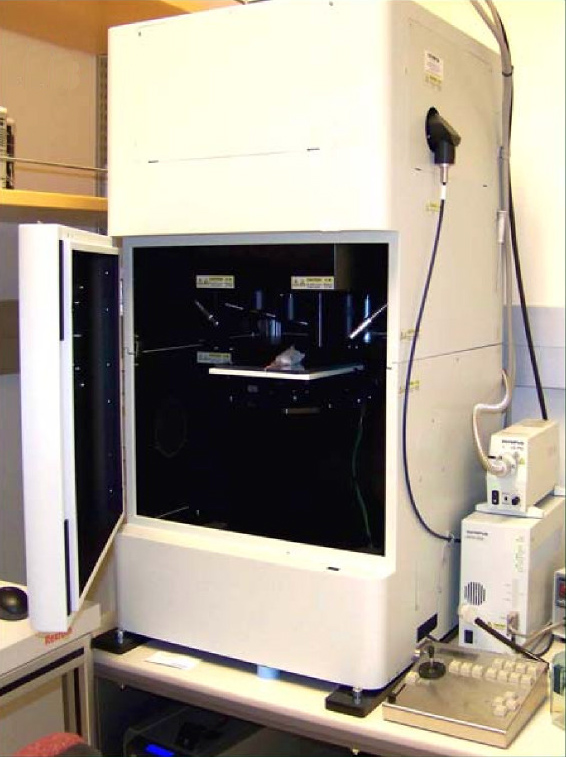
Ein Gerät zur In-vivo-Fluoreszenz-Bildgebung für Kleintiere.

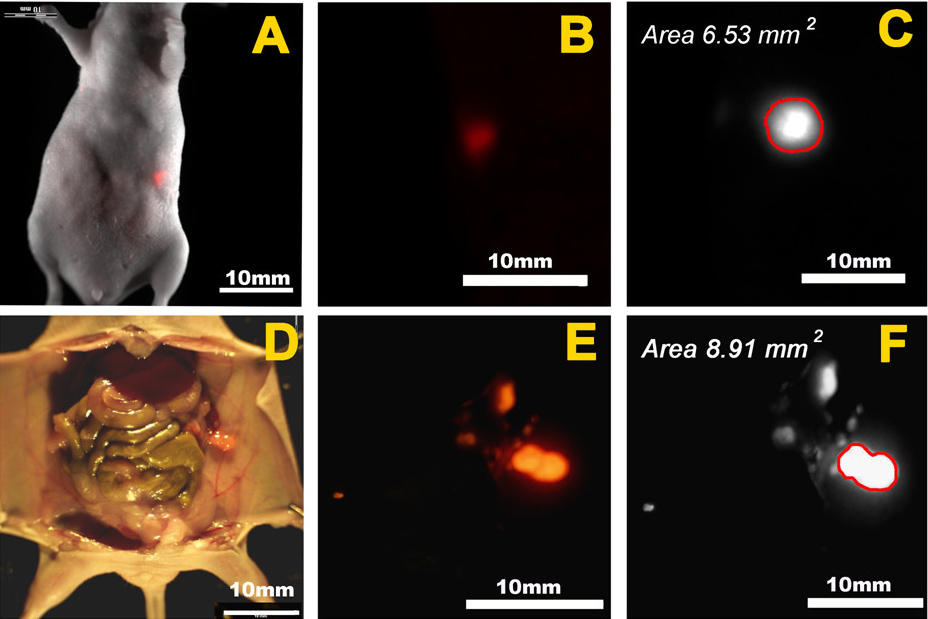
Fluoreszenzbildgebung eines orthotopen Implantates eines Pankreaskarzinoms einer Maus. Die Bildgebung dient zur Bestimmung des Tumorvolumens. Die Maus wurde zwei Wochen nach der Injektion von humanen Pankreastumorzellen vom Typ XPA-1 fotografiert. Als Farbstoff wurde rot-fluoreszierendes Protein verwendet (RFP). Die Bildreihe A–C zeigt die betäubte Maus. Bild A ist ein Fusionsbild aus sichtbarem Licht und Fluoreszenzaufnahme. Bild B zeigt die Fluoreszenz des mit RFP markierten Tumors (nicht quantitativ). Bild C ist eine monochrome quantitative Aufnahme der Fluoreszenz des Tumors aus Bild A+B. In Reihe D–F wurde die Bauchdecke der Maus geöffnet und die Aufnahmen von A bis C wiederholt. Deutlich zu erkennen ist die bessere Auflösung der Bilder, da die störenden Einflüsse der Bauchdecke fehlen.

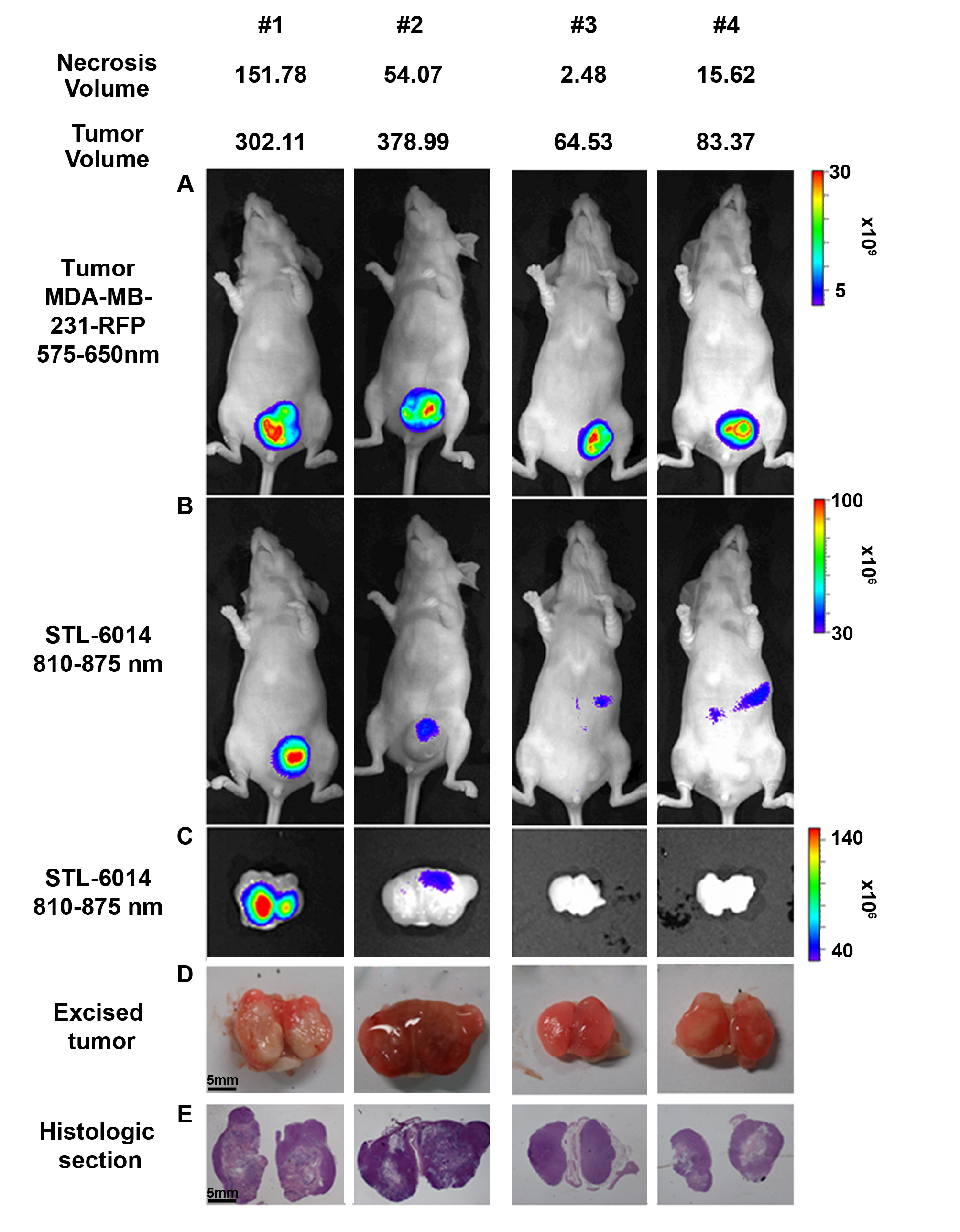
Die Anreicherung von STL-6014 im nekrotischen Gewebe von orthotopen Brustkrebstumoren, die CD-1-Nacktmäusen implantiert wurden. Zeile A: Fusionsbild Tageslicht-/„NIR“-Aufnahme (575–650 nm) der Maus, zeigt den gesamten rotfluoreszierenden Tumor
Zeile B: Fusionsbild Tageslicht-/NIR-Aufnahme (810–875 nm) der Maus, zeigt nur die nekrotischen Bereiche des Tumors
Zeile C: Fusionsbild Tageslicht-/NIR-Aufnahme des exzidierten Tumors
Zeile D: Tageslichtaufnahme des exzidierten Tumors
Zeile E: Histologischer Schnitt durch den angefärbten Tumor (HE-Färbung)

Die Fluoreszenztomographie wird üblicherweise im Nahinfrarotbereich (NIR) durchgeführt. Im Bereich von etwa 700 bis 900 nm Wellenlänge hat das Körpergewebe nur eine geringe Lichtabsorption. Wichtig ist hierbei vor allem die geringe Absorption von Hämoglobin und Wasser. Hämoglobin ist in „typischem“ Gewebe mit 29 Prozent Fett- und 8 Prozent Blutanteil für 39 bis 64 Prozent der Absorption des NIRs verantwortlich und somit der bestimmende Faktor. In diesem „spektralen Fenster“ von 700 bis 900 nm kann die Strahlung von Fluoreszenzfarbstoffen, die im nahinfraroten Bereich des Spektrums emittieren, das Gewebe verhältnismäßig gut durchdringen. Die Restabsorption ist zusammen mit Streueffekten des Gewebes der begrenzende Faktor des Verfahrens, das derzeit die Anwendung auf kleine Gewebevolumina, oberflächliche Fluorophoranreicherungen und Kleintiere ohne Fell (beispielsweise Nacktmäuse) einschränkt. Die Streueffekte werden durch unterschiedliche Brechungsindizes von extra- und intrazellulären Strukturen hervorgerufen. Die Streuung der Photonen an den Zellmembranen und Zellorganellen ist eines der Hauptprobleme aller optischer bildgebender Verfahren. Durch die Entwicklung laufzeitselektiver Verfahren ist es mittlerweile möglich, die stark gestreuten Photonen von den weniger stark gestreuten Photonen für die Bildgebung abzutrennen.
Weitere Vorteile des NIR-Bereiches sind die geringe Autofluoreszenz des Körpergewebes und die – im Vergleich zum Röntgen, der Computertomographie (CT) und den nuklearmedizinischen Verfahren Positronen-Emissions-Tomographie (PET) und Einzelphotonen-Emissionscomputertomographie (SPECT) – gefahrlose Form der nichtionisierenden Strahlung.
Die Auflösung der Fluoreszenztomographie kann in Kleintieren im Idealfall bis herab in den Submillimeterbereich reichen. Die Eindringtiefe ist auf maximal etwa 50 mm begrenzt.
Dem Versuchstier wird vor der Untersuchung ein Fluoreszenzmarker – meist intravenös – verabreicht. Der Vorgang der Farbstoffverteilung und Anreicherung im Zielgewebe kann zeitaufgelöst beobachtet werden. Der Körper des Tiers wird mit einer NIR-Lichtquelle bestrahlt. Dies ist in der Regel ein NIR-Laser, beispielsweise mit einer Emissionswellenlänge von 780 nm, der die Oberfläche des Tieres abtastet (scan). Mit einer NIR-Kamera, beispielsweise einer CMOS-Kamera mit entsprechendem Filter, wird das bestrahlte Objekt aufgenommen. Dabei erfasst die Kamera nur die emittierte längerwellige (Stokes-Shift) Infrarotstrahlung und nicht das durch das Filter absorbierte Licht des Lasers (Anregungsquelle). Von dem Tier können Aufnahmen aus verschiedenen Richtungen gemacht werden. Dazu wird meist das Tier um die feststehende Kamera gedreht. In einem Datenverarbeitungssystem können die verschiedenen Aufnahmen zu einem 3D-Film zusammengesetzt werden. Darüber hinaus kann so das Volumen des mit dem NIR-Fluoreszenzfarbstoff markierten Gewebes – beispielsweise eines Tumors – quantitativ erfasst werden.
In vielen Fällen werden zur besseren Lokalisierung der Lage der Fluoreszenz auch noch Aufnahmen im sichtbaren Licht getätigt. Diese können dann zusammen mit den Fluoreszenzaufnahmen zu Fusionsbildern überlagert werden.

## Fluoreszenzbiomarker
Für die Fluoreszenztomographie werden meist Fluoreszenzbiomarker, bestehend aus einem Liganden und einem Fluorophor eingesetzt. In besonderen Fällen können auch nicht konjugierte Fluorophore als „Kontrastmittel“, beispielsweise in der Angiografie bei Verbrennungen, verwendet werden.
Mit Indocyaningrün (ICG) ist seit 1959 ein NIR-Fluoreszenzfarbstoff für die Anwendung als Diagnostikum im Menschen zugelassen. Jede Konjugation mit einem Liganden führt zu einer neuen nicht zugelassenen Substanz, einer new chemical entity (NCE). Es ist gegenwärtig kein konjugierter Fluoreszenzbiomarker für die Anwendung im Menschen zugelassen.

### Liganden
Als Liganden kommen prinzipiell die Verbindungen in Frage, die auch in der Nuklearmedizin verwendet werden. So können Peptide, Proteine (beispielsweise monoklonale Antikörper oder deren Fragmente) oder Aptamere zur Konjugation mit einem Fluorophor für die Fluoreszenztomographie verwendet werden.

### Fluorophore
Als Fluorophore werden in Modellorganismen im Wesentlichen NIR-Fluoreszenzfarbstoffe, vor allem aus der Gruppe Polymethine, wie beispielsweise Cyanine, eingesetzt. Diese organischen Farbstoffe haben in ihrer Anwendung allerdings einige intrinsische Nachteile. Die Quantenausbeute liegt im Wässrigen meist unter 15 Prozent. Pro Ligandmolekül lässt sich in der Regel nur ein Farbstoffmolekül anbinden und die Farbstoffe neigen bei längerer Belichtung zur Degeneration (Photobleichung). Diese Nachteile schränken die Anwendung organischer Farbstoffe zum Teil erheblich ein. Eine Alternative dazu sind Quantenpunkte (engl. quantum dots) aus Halbleitermaterialien, die diese Nachteile nicht aufweisen, dafür aber sehr bedenkliche Elemente, wie beispielsweise Arsen, Selen oder Cadmium, enthalten können, die eine In-vivo-Anwendung im Menschen prinzipiell ausschließen.
Die Plasmahalbwertszeit für Indocyaningrün beträgt lediglich 3 bis 4 Minuten. Für viele Anwendungen ist dies ein zu geringer Wert. Durch die Verkapslung in Mizellen lässt sich die Plasmahalbwertszeit von ICG deutlich erhöhen.

## Potenzielle Anwendungen
Neben dem vielseitigen präklinischen Einsatz der Fluoreszenztomographie, wird intensiv an der Anwendung dieses Verfahrens in der humanen Diagnostik gearbeitet. Ein Schwerpunkt ist dabei die In-vivo-Diagnostik von Krebs, speziell von Brustkrebs.
Die gute Zugänglichkeit der Brust für die Bildgebung und das meist oberflächennahe Auftreten von Tumoren sind für die Fluoreszenztomographie günstig. Da es sich zudem um ein Verfahren ohne ionisierende Strahlung handelt, sind von dieser Seite keine langfristigen Folgeschäden zu erwarten, wie sie beispielsweise bei der Mammographie immer wieder diskutiert werden (Strahlenbelastung). Die Fluoreszenzmammographie hat das Potenzial für ein schnelles und kostengünstiges Screeningverfahren bei Brustkrebs.
Die Schering AG stellte 2000 ein mit zwei Glucosamin-Molekülen modifiziertes Indocyaningrün (Bezeichnung NIR-1) als potenzielles Kontrastmittel für die NIR-Mammographie vor. Es handelt sich um ein unspezifisch bindendes Kontrastmittel. Für die Anwendung im Menschen liegt bisher noch keine Zulassung vor. Eine ähnliche Substanz ist KC 45.
2007 wurden vielversprechende Ergebnisse mit einem speziellen Fluoreszenzbiomarker veröffentlicht, mit dem Mikrokalk, eine typische Ablagerung von malignen Brusttumoren, sichtbar gemacht werden kann. Von der Geräteseite sind mittlerweile Prototypen von Kleingeräten zur Brustkrebs-Diagnose (hand-held probes) verfügbar.
Auch zur Bildgebung des Lymphflusses und zur Beurteilung des Wächterlymphknotens ist die Fluoreszenztomographie prinzipiell geeignet.
Die Fluoreszenztomographie könnte auch zur Stratifizierung von Patienten (stratifizierte Medizin, stratified medicine) speziell in der Onkologie eingesetzt werden. Dabei wird ermittelt, ob der Tumor eines Patienten bestimmte Stratifizierungsmarker (beispielsweise HER2/neu) exprimiert und die Therapie (im Beispiel Trastuzumab), überhaupt indiziert ist.
Ein eleganter Ansatz ist die Verwendung von Fluorophor-Polymer-Konjugaten, die erst durch die Katalyse von bestimmten Enzymen, die vor allem in Tumorzellen überexprimiert sind, zur Fluoreszenz aktiviert werden. Zuvor war die Fluoreszenz gelöscht.
Auch für die frühzeitige Erkennung einer rheumatoiden Arthritis werden neuartige Marker für die Fluoreszenztomographie entwickelt. Mit der konventionellen Röntgendiagnostik wird dieses Krankheitsbild meist in einem schon sehr weit fortgeschrittenen Stadium diagnostiziert. Eine frühzeitigere Diagnosestellung kann sich positiv auf die Behandlungsmöglichkeiten und den -erfolg auswirken.

## Stärken und Schwächen der Fluoreszenztomographie
Die Fluoreszenztomographie ist ein hochsensitives Verfahren, mit dem bereits kleinste Mengen eines geeigneten Fluorophors detektiert werden können. Die Sensitivität reicht an die von nuklearmedizinischen Verfahren, wie beispielsweise PET oder SPECT heran und ist der Magnetresonanztomographie (MRT) weit überlegen. Das Verfahren ist – verglichen mit anderen Tomographieverfahren – vergleichsweise preiswert; sowohl in den Geräteinvestitionen, dem Gerätebetrieb (Betriebsmittelkosten), als auch in der Durchführung eines Scans. Das Verfahren kommt ohne Strahlenbelastung aus und ist zur Darstellung von Strukturen und Funktionen geeignet.
Nachteilig ist der geringe Informationsgehalt, der durch Streueffekte bedingt ist. Mit zunehmender Gewebetiefe nimmt dieses Problem zu und die erzielbare Ortsauflösung nimmt drastisch ab, wobei Fettgewebe den Effekt zusätzlich verstärkt. Bei größeren Tieren oder gar beim Menschen, lassen sich innere Organe derzeit nicht in einer brauchbaren Form darstellen.

## Weiterführende Literatur
- S. J. Erickson u. a.: Two-dimensional Fast Surface Imaging Using a Handheld Optical Device: In Vitro and In Vivo Fluorescence Studies. In: Transl Oncol 3, 2010, S. 16–22. PMID 20165691, PMC 2822449 (freier Volltext)
- N. Blow: In vivo molecular imaging: the inside job. In: Nature Methods 6, 2009, S. 465–469. doi:10.1038/nmeth0609-465
- D. Unholtz: Optische Oberflächensignalmessung mit Mikrolinsen-Detektoren für die Kleintierbildgebung. Dissertation, TH Karlsruhe, KIT Scientific Publishing, 2009, ISBN 3-86644-423-0 (eingeschränkte Vorschau in der Google-Buchsuche)
- S. Lee u. a.: Activatable imaging probes with amplified fluorescent signals. In: Chem Commun (Camb) 36, 2008, S. 4250–4260. PMID 18802536 (Review)
- N. Tischer: Molekulare in vivo Fluoreszenzbildgebung zur Darstellung von ErbB/Her2- und CCK2-rezeptorpositiven Tumoren im Tiermodell. Dissertation, Universität Marburg, 2008
- Pöschinger, Thomas; Janunts, Edgar; Brünner, H; Langenbucher, Achim: Systemkonzept für die berührungslose optische Fluoreszenztomographie an Kleintieren., Dreiländertagung Medizinphysik 2007 (in Bildgebende Systeme), TH.SS.B5.06 (2007)
- F. Ließmann: Zeitaufgelöste Fluoreszenzbildgebung für die Tumordiagnostik. Dissertation, LMU München, 2005
- B. Ballou u. a.: Fluorescence imaging of tumors in vivo. In: Curr Med Chem 12, 2005, S. 795–805. PMID 15853712 (Review)
- R. Haag: Neue potentielle NIR-Fluoreszenzfarbstoffe zur optischen Bildgebung: Charakter, Stabilität und Zytotoxizität. (PDF; 7,1 MB) Dissertation, Friedrich-Schiller-Universität Jena, 2005
- X. Intes und B. Chance: Non-PET functional imaging techniques: optical. In: Radiol Clin North Am 43, 2005, S. 221–234. PMID 15693658 (Review)
- C. Bremer u. a.: Fortschritte in der optischen Bildgebung. In: Der Radiologe 41, 2001, S. 131–137. doi:10.1007/s001170050955
- O. Dössel: Bildgebende Verfahren in der Medizin. Verlag Springer, 1999, ISBN 3-540-66014-3, S. 260f. (eingeschränkte Vorschau in der Google-Buchsuche)